# Хобіхорсинг
Хобіхорсинг (англ. hobby horsing) — вид спорту з елементами гімнастики, що являє собою «стрибки» на дерев'яній палиці з кінською головою. Послідовність рухів, подібна до конкурсу чи виїздки, частково імітується на трасах без використання справжніх коней. Учасники переважно використовують саморобних коней для змагань..
Цей вид спорту був представлений ширшій публіці завдяки фільму Сельми Вілхунен 2017 року Keppihevosten vallankumous (Революція любителів коней), який отримав дві нагороди на кінофестивалі в Тампере 2017 року.

## Історія
Хобіхорсінг — «стрибки» на дерев'яній палиці з кінською головою — мають давню історію. Так, вони описуються вже в книзі XIX століття, де йдеться про те, що подібна розвага була традиційним першотравневим ритуалом серед рибалок містечка Майнхед у Сомерсеті в Англії. Однак протягом тривалого часу подібні «стрибки» залишалися або дитячою забавою, або дивацтвом. Ситуація почала змінюватися з 2010 року, коли фінська дівчинка-підліток Аліса Аорнімякі спочатку сама захопилася подібними «стрибками», а потім почала шукати та організовувати через соціальні мережі товаришок за подібним захопленням. Через кілька років у Фінляндії утворилася ціла субкультура аматорок хобіхорсингу. 
З 2015 року Аліса почала формувати правила нового виду спорту. У 2017 році на екрани вийшов фільм режисера Селми Вілхунен Hobbihorse revolution (з англ. «Революція хоббіхорсингу»), який привернув увагу до виду спорту, що зароджувався, не тільки у Фінляндії, але і в інших країнах.

## Опис
В українській мові відсутній чіткий переклад англійського терміна hobby horse — наприклад, у класичному словнику Володимира Мюллера він перекладається описовою фразою «паличка з кінською головою». Тому учасники хобіхорсингу використовують для найменування своїх «скакунів» транскрипцію англійських слів — «хобіхорс». Більшу частину хобіхорсів виготовляють самостійно самі учасниці, проте з'явилися і спортивні хобіхорси промислового виготовлення — ціни на деякі з них досягають €200.
Хобіхорсинг найбільше поширений у Фінляндії — там налічується до 10 000 тих, хто займається ним — переважно це дівчатка та дівчата віком від 10 до 18 років, хоча зустрічаються і старші жінки. Хобіхорсинг також набув поширення в таких країнах, як Австралія, Велика Британія, Данія, Нідерланди, США, Швеція. Федерація хобіхорсингу України була офіційно зареєстрована в 2020 році.
Шанувальники хобіхорсингу вважають, що він має терапевтичну дію і дозволяє відновлювати душевну рівновагу, він також розвиває координацію, дозволяє тримати поставу, тренує прес, ноги, руки і дає імпульс загальному фізичному розвитку. На відміну від традиційного кінного спорту, заняття хобіхорсингом набагато доступніші з фінансової точки зору. При цьому часто заняття з хобіхорсингу проходять при стайнях та кінно-спортивних школах, суддями у змаганнях виступають професіонали кінного спорту. Хобіхорсинг може також стати першим щаблем до подальшого заняття кінним спортом.

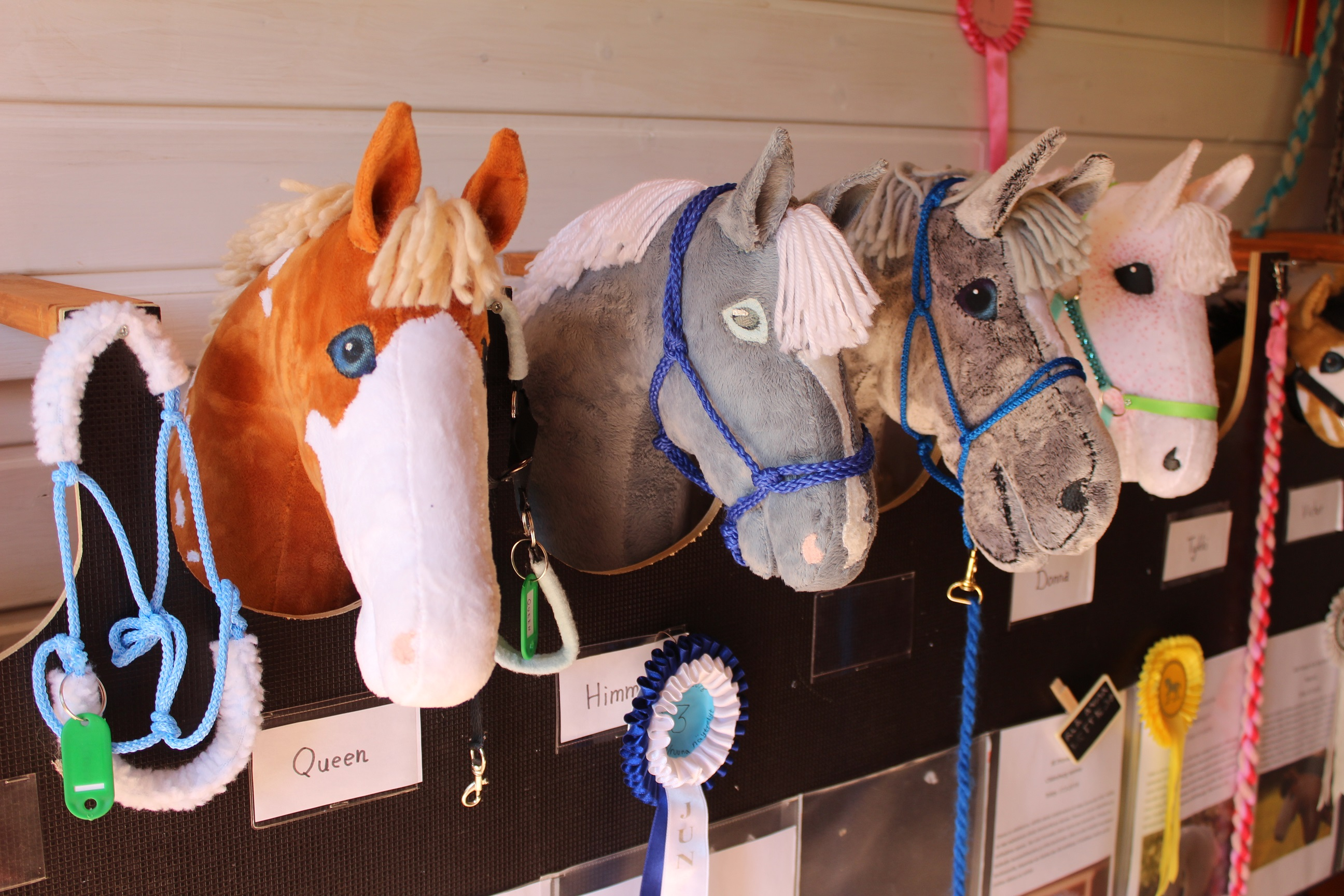
Хоббіхорси

## Правила
Загалом, правила хобіхорсингу повторюють правила традиційного кінного спорту — передусім такі дисципліни як виїздку та конкур. У виїздці наїзниця має своїм тілом зімітувати вольт, діагональ, серпантин, бічні, тобто ті елементи, які виконує кінь на манежі. У конкурі учасниці повинні пройти смугу перешкод з бар'єрами заввишки від 20 см до 1,5 метрів — при цьому завдання полягає не тільки в тому, щоб перестрибнути бар'єр, але й у тому, щоб зімітувати при цьому поведінку коня.

## Змагання
У Фінляндії — на батьківщині хобіхорсингу — змагання відбуваються з 2017 року. Вже на першому турнірі брали участь близько 200 наїзниць, спостерігати за змаганнями зібралися близько 1000 глядачів. В Україні змагання з хобіхорсингу проводяться з 2020 року.[джерело?]